# 동성고등학교 (충북)
동성고등학교(東星高等學校)는 대한민국 충청북도 음성군 맹동면 동성리에 있는 공립 고등학교이다.

## 학교 연혁
- 2020년 2월 6일 : (가칭)본성고 설립 승인(중앙투자심사 조건부승인)
- 2021년 8월 10일 : (가칭)본성고 신축공사 착공
- 2022년 12월 16일 : 동성고등학교(洞城高等學校) 교명 확정(충청북도립학교 설치 조례)
- 2023년 2월 21일 : 동성고등학교 건축 준공
- 2023년 3월 1일 : 초대 정은영 교장 부임
- 2023년 3월 2일 : 신입생 8학급 190명(남 104명, 여 86명) 입학
- 2023년 7월 7일 : 개교식
- 2023년 10월 25일 : 한자교명 변경(東星高等學校)
- 2024년 3월 4일 : 신입생 8학급 201명(남 98명, 여 103명) 입학
- 2024년 9월 1일 : 제2대 김태선 교장 부임

## 참고 자료
- 동성고등학교 - 한국교육학술정보원 학교알리미